# Carlo Zoppellari
Carlo Zoppellari (Lendinara, 13 luglio 1921 – Il Cairo, 21 marzo 2011) è stato un calciatore italiano, di ruolo centrocampista.
In carriera ha disputato 6 campionati di Serie A con 5 squadre diverse, Ambrosiana, Vicenza, Modena (con cui ha ottenuto il terzo posto finale, miglior risultato della storia per i canarini), Fiorentina (due stagioni) e Bari, per complessive 73 presenze e 4 reti in massima serie.